# رز لاج (اورگن)
رز لاج (به انگلیسی: Rose Lodge) یک منطقهٔ مسکونی در ایالات متحده آمریکا است که در شهرستان لینکلن، اورگن واقع شده‌است. رز لاج ۲۴٫۸ کیلومتر مربع مساحت و ۱٬۸۹۴ نفر جمعیت دارد و ۵۵ متر بالاتر از سطح دریا واقع شده‌است.